# NGC 2209
NGC 2209 je otvoreni skup  u zviježđu Stolu. 

## Vanjske poveznice
- SEDS: NGC 2209